# UFC Fight Night 6.5
Ortiz vs. Shamrock 3: The Final Chapter también llamado (UFC Fight Night 6.5) fue un evento de artes marciales mixtas celebrado por Ultimate Fighting Championship el 10 de octubre de 2006 en el Seminole Hard Rock Hotel and Casino, en Hollywood, Florida, Estados Unidos.

## Resultados

### Tarjeta preliminar
- Peso wélter: Forrest Petz vs. Marcus Davis

Davis derrotó a Petz vía sumisión (guillotine choke) en el 4:58 de la 1ª ronda.
- Peso wélter: Thiago Alves vs. John Alessio

Alves derrotó a Alessio vía decisión unánime (30-27, 30-27, 30-27)
- Peso medio: Rory Singer vs. Josh Haynes

Singer derrotó a Haynes vía decisión unánime (29-28, 29-28, 29-28)
- Peso wélter: Tony DeSouza vs. Dustin Hazelett

DeSouza derrotó a Hazelett vía sumisión (kimura) en el 3:59 de la 1ª ronda.
- Peso medio: Nathan Marquardt vs. Crafton Wallace

Marquardt derrotó a Wallace vía sumisión (rear naked choke) en el 1:14 de la 2ª ronda. Wallace fue un reemplazo de último momento para Thales Leites, que experimentó dificultades en el procesamiento de su visado en el momento de la pelea.

### Tarjeta principal
- Peso semipesado: Matt Hamill vs. Seth Petruzelli

Hamill derrotó a Petruzelli vía decisión unánime (29-28, 30-27, 29-28)
- Peso medio: Ed Herman vs. Jason MacDonald

MacDonald derrotó a Herman vía sumisión (triangle choke) en el 2:40 de la 1ª ronda.
- Peso medio: Kendall Grove vs. Chris Price

Grove derrotó a Price vía sumisión con golpes en el 3:59 de la 1ª ronda.
- Peso semipesado: Tito Ortiz vs. Ken Shamrock

Ortiz derrotó a Shamrock vía TKO (golpes) en el 2:24 de la 1ª ronda. Shamrock anuncia su retiro después de la pelea, a pesar de que la retirada duró aproximadamente un año y medio.

## Premios extra
Cada peleador recibió un bono de $30,000.
- Pelea de la Noche: Matt Hamill vs. Seth Petruzelli
- KO de la Noche: Tito Ortiz
- Sumisión de la Noche: Jason MacDonald